# Braga (Maximinos, Sé e Cividade)
Braga (Maximinos, Sé e Cividade) (oficialmente: União das Freguesias de Braga (Maximinos, Sé e Cividade)) é uma freguesia portuguesa do município de Braga, com 2,57 km² de área e 15087 habitantes (censo de 2021). A sua densidade populacional é 5 870,4 hab./km².

## História
Foi constituída em 2013, no âmbito de uma reforma administrativa nacional, pela agregação das antigas freguesias de Maximinos, Sé e Cividade e tem a sede em Maximinos.

## Demografia
A população registada nos censos foi:
| Distribuição da População por Grupos Etários | Distribuição da População por Grupos Etários | Distribuição da População por Grupos Etários | Distribuição da População por Grupos Etários | Distribuição da População por Grupos Etários | Distribuição da População por Grupos Etários |
| -------------------------------------------- | -------------------------------------------- | -------------------------------------------- | -------------------------------------------- | -------------------------------------------- | -------------------------------------------- |
| Antes da agregação                           |                                              |                                              |                                              |                                              |                                              |
| Ano                                          | 0-14 anos                                    | 15-24 anos                                   | 25-64 anos                                   | >= 65 anos                                   | Total                                        |
| 2001                                         | 2907                                         | 2409                                         | 8413                                         | 1772                                         | 15501                                        |
| 2011                                         | 2250                                         | 1856                                         | 8298                                         | 2168                                         | 14572                                        |
| Após a agregação                             |                                              |                                              |                                              |                                              |                                              |
| Ano                                          | 0-14 anos                                    | 15-24 anos                                   | 25-64 anos                                   | >= 65 anos                                   | Total                                        |
| 2021                                         | 1875                                         | 1613                                         | 8565                                         | 3034                                         | 15087                                        |

## Política

### Eleições autárquicas
| Data | %     | V  | %       | V       | %     | V   | %       | V       |
| Data | PS    | PS | PSD-CDS | PSD-CDS | IND   | IND | PCP-PEV | PCP-PEV |
| ---- | ----- | -- | ------- | ------- | ----- | --- | ------- | ------- |
| 2013 | 31,97 | 5  | 30,02   | 4       | 17,44 | 2   | 13,86   | 2       |
| 2017 | 20,67 | 3  | 32,42   | 5       | 27,16 | 4   | 8,57    | 1       |